# Kiss Me Kiss Me Kiss Me
Kiss Me Kiss Me Kiss Me ist das siebte Studioalbum der britischen Alternative-Rock-Band The Cure.
Veröffentlicht 1987 war dieses Album ein wichtiger Meilenstein auf dem Weg von The Cure in den amerikanischen Mainstream. Es wurde ihr erstes Album, das die Billboard Top 40 erreichte (Kiss Me Kiss Me Kiss Me erreichte Platin). Es war zudem ein großer internationaler Erfolg – wie auch schon sein Vorgänger The Head on the Door – und erreichte die Top 10 in vielen Ländern.

## Geschichte
Obwohl es sich um ein Doppel-Album handelte, wurde Kiss Me Kiss Me Kiss Me als Einzel-CD und Einzel-Kassette veröffentlicht. Um den Laufzeit-Begrenzungen des Red Book (damals: 74:33 Minuten) zu entsprechen und das Album auf einer CD veröffentlichen zu können, wurde der Song Hey You!!! bei der ersten CD-Veröffentlichung ausgelassen. In allen Kassettenausgaben war Hey You!!! hingegen enthalten. Eine limitierte Vinyl-Edition mit einer zusätzlichen Maxi-Single (oranges 12-Zoll-Vinyl; folgende Songs waren enthalten: Sugar Girl, Snow In Summer, Icing Sugar, A Japanese Dream, Breathe und A Chain Of Flowers) erschien ebenfalls.
Laut Robert Smith hat er den Song Shiver and Shake über Lol Tolhursts immer kleiner werdende Rolle in der Band geschrieben. Kiss Me Kiss Me Kiss Me ist zudem das letzte Album, auf dem Porl Thompson Keyboards gespielt hat; auf allen folgenden Alben hat er ausschließlich Gitarre gespielt. Andrew Brennan spielte als Stargast Saxophone auf den Tracks Hey You!!! und Icing Sugar.
Kiss Me Kiss Me Kiss Me war lange prominent in den Konzert-Setlisten vorhanden; die 2008er Tour 4Tour enthielt Aufführungen der Songs The Kiss, Torture, Catch, Why Can’t I Be You?, How Beautiful You Are, Just Like Heaven, Hot Hot Hot!!!, If Only Tonight We Could Sleep, und Shiver and Shake bei verschiedenen Auftritten.

## Wiederveröffentlichung 2006
Das Album wurde im August 2006 neu veröffentlicht. Die erste CD enthält erstmals Hey You!!!, das auf bisherigen Veröffentlichungen aus Platzmangel ausgelassen worden war. Die zweite CD enthält Demo-Aufnahmen und Live-Versionen von Songs von der ersten CD; darunter eine Aufnahme von Why Cant I Be You?, die auf dem letzten Konzert der Kissing Tour im Wembley-Stadion aufgenommen worden war. Die Neuauflage wurde am 8. August 2006 in den Vereinigten Staaten und am 14. August 2006 in Großbritannien veröffentlicht.
Laut Robert Smith gibt es so viel Material, dass er ursprünglich daran dachte, drei CDs zu veröffentlichen. Neben dem Original-Album hätte es eine Disc mit Demos der B-Sides und unveröffentlichten Songs und eine mit Alternativ-Versionen von Songs des Albums gegeben. Nach Diskussionen mit Familie und Freunden entschied er, dass die letztere der beiden ursprünglich angedachten Extra-Discs mehr Sinn für eine Veröffentlichung ergeben würde. Er schloss aber nicht aus, dass auch die erste Extra-CD entweder als Leak oder im Rahmen einer weiteren Veröffentlichung auftauchen würde.

## Live
Im April 2014 kündigten the Cure an, dass sie später im Jahr sowohl The Top, The Head on the Door als auch Kiss Me Kiss Me Kiss Me gesamt als Teil ihrer 3rd Trilogytour aufführen würden.

## Titelliste
Alle Texte: Robert Smith
Musik: The Cure (Smith, Simon Gallup, Porl Thompson, Lol Tolhurst und Boris Williams)
Seite 1
1. The Kiss (6:17)
2. Catch (2:42)
3. Torture (4:13)
4. If Only Tonight We Could Sleep (4:50)

Seite 2
1. Why Can’t I Be You? (3:11)
2. How Beautiful You Are (5:10)
3. The Snakepit (6:56)
4. Hey You!!! (2:22)

Seite 3
1. Just Like Heaven (3:30)
2. All I Want (5:18)
3. Hot Hot Hot!!! (3:32)
4. One More Time (4:29)
5. Like Cockatoos (3:38)

Seite 4
1. Icing Sugar (3:48)
2. The Perfect Girl (2:34)
3. A Thousand Hours (3:21)
4. Shiver and Shake (3:26)
5. Fight (4:27)

Hey You!!! war auf den ersten CD-Veröffentlichungen wegen Platzmangels nicht dabei. Erst in der Wiederveröffentlichung 2006 wurde der Song auf der nunmehr 80-Minuten-CD veröffentlicht.

### 2006 Deluxe Edition
CD 1

Die erste CD enthält das Original Album, inklusive Hey You!!!.
CD 2: Rarities 1986–1987
1. The Kiss (RS Home Demo 3/86) Instrumental – 3:40
2. The Perfect Girl (Beethoven St. Studio Demo 6/86) Instrumental – 3:26
3. Like Cockatoos (Beethoven St. Studio Demo 6/86) Instrumental – 2:11
4. All I Want (Beethoven St. Studio Demo 6/86) Instrumental – 3:33
5. Hot Hot Hot!!! (Beethoven St. Studio Demo 6/86) Instrumental – 3:49
6. Shiver and Shake (Jean Costas Studio Demo 8/86) Instrumental – 2:55
7. If Only Tonight We Could Sleep (Jean Costas Studio Demo 8/86) Instrumental – 3:16
8. Just Like Heaven (Jean Costas Studio Demo 8/86) Instrumental – 3:26
9. Hey You! (Jean Costas Studio Demo 8/86) Instrumental – 2:32
10. A Thousand Hours (Miraval Studio Guide Vocal/Rough Mix 10/86) – 3:27
11. Icing Sugar (Miraval Studio Guide Vocal/Rough Mix 10/86) – 3:20
12. One More Time (Miraval Studio Guide Vocal/Rough Mix 10/86) – 4:36
13. How Beautiful You Are … (Live Bootleg – County Bowl Santa Barbara 7/87) – 5:22
14. The Snakepit (Live Bootleg – County Bowl Santa Barbara 7/87) – 7:30
15. Catch (Live Bootleg – NEC Birmingham 12/87) – 2:32
16. Torture (Live Bootleg – NEC Birmingham 12/87) – 4:04
17. Fight (Live Bootleg – Bercy Paris 12/87) – 4:30
18. Why Can’t I Be You? (Live Bootleg – Wembley Arena London 12/87) – 7:43

## Besetzung
Line-up
- Robert Smith – Gitarre, Keyboards, Gesang
- Simon Gallup – Bass
- Porl Thompson – Gitarre, Keyboards, Saxophone
- Lol Tolhurst – Keyboards
- Boris Williams – Schlagzeug, Percussion
- Roger O’Donnell – Keyboards auf den Live Songs der Deluxe Edition

Gastmusiker
- Andrew Brennen – Saxophon auf Icing Sugar und Hey You!!!

Produktion
- David M. Allen, Robert Smith – Produktion
- Sean Burrows, Jacques Hermet – Production Assistenz
- Bob Clearmountain – Mix bei Just Like Heaven

## Rezeption
- Allmusic: Stephen Thomas Erlewine bezeichnet Kiss Me Kiss Me Kiss Me als sowohl zugänglicher als auch ambitionierter als die vorigen Alben. Auch wenn das Album nicht immer funktioniere, würden die besten Momente (etwa Just like Heaven und Why can’t I be you) es zu einem der besten Alben der Cure machen.[2]
- Pitchfork gibt in einer 2006 erschienenen Review 9,4 von 10. In Kiss Me Kiss Me Kiss Me kämen alle großen Merkmale der Cure zusammen und würden besser klingen denn je. Der Kritiker bezeichnet Kiss Me Kiss Me Kiss Me als eines der überzeugendsten, emotional komplettesten und individualistischen Alben der 80er. Zwar würden viele auf Disintegration verweisen, wenn es darum ginge zu bestimmen welches Album der Cure man hören sollte, wenn man nur eines hören könnte, doch für die gesamte Bandbreite der Cure empfiehlt Pitchfork Kiss Me Kiss Me Kiss Me.[16]
- Rolling Stone: Der Rolling Stone bezeichnet in seiner kontemporären Kritik Kiss Me Kiss Me Kiss Me als selbst in einem Jahr mit mehreren ambitionierten Doppelalben (u. a. Prince’ Sign “☮” the Times) als herausstehend. Besonders hervorstechen würde der Sinn für Balance: Saxophone, Violinen und sogar ganze Streicher-Sektionen würden umsichtig und nicht grundlos eingesetzt.[17]

## Kommerzieller Erfolg

### Chartplatzierungen
| ChartsChartplatzierungen       | Höchstplatzierung | Wochen |
| ------------------------------ | ----------------- | ------ |
| Deutschland (GfK)              | 4 (22 Wo.)        | 22     |
| Österreich (Ö3)                | 4 (16 Wo.)        | 16     |
| Schweiz (IFPI)                 | 3 (17 Wo.)        | 17     |
| Vereinigte Staaten (Billboard) | 35 (52 Wo.)       | 52     |
| Vereinigtes Königreich (OCC)   | 6 (15 Wo.)        | 15     |

| ChartsJahrescharts (1987) | Platzierung |
| ------------------------- | ----------- |
| Deutschland (GfK)         | 40          |
| Österreich (Ö3)           | 29          |
| Schweiz (IFPI)            | 25          |

### Auszeichnungen für Musikverkäufe
| Land/Region                  | Auszeichnungen für Musikverkäufe (Land/Region, Auszeichnung, Verkäufe) | Verkäufe  |
| ---------------------------- | ---------------------------------------------------------------------- | --------- |
| Frankreich (SNEP)            | Gold                                                                   | 100.000   |
| Portugal (AFP)               | Gold                                                                   | 20.000    |
| Vereinigte Staaten (RIAA)    | Platin                                                                 | 1.000.000 |
| Vereinigtes Königreich (BPI) | Gold                                                                   | 100.000   |
| Insgesamt                    | 3× Gold · 1× Platin ·                                                  | 1.220.000 |

## Trivia
- Das Album wurde zum großen Teil in zehn Wochen in den Miraval-Studios in Süd-Frankreich (gelegen zwischen Marseille und Nizza) aufgenommen, in dem bereits Pink Floyd, Stevie Winwood oder Yes aufgenommen hatten.[30]
- Das Plattencover zeigt Robert Smiths lippenstiftverschmierte Lippen in mikroskopischem Detail.[30]
- 1987 erschien bei Fiction (UK) eine Interview-Platte mit Robert Smith zu Kiss Me Kiss Me Kiss Me[31]
- Bob Clearmountain sollte die gesamte Platte produzieren, um die Musik „für amerikanische Ohren“ akzeptabler zu gestalten[32]
- Insgesamt wurden 35 Tracks für das Album aufgenommen, von denen dann 18 ausgewählt wurden.[32]
- Kiss Me Kiss Me Kiss Me wird auch von Roberts Smith selbst als stilistisch sehr divers angesehen, was er damit erklärt, dass er die Bandmitglieder ausdrücklich dazu aufgefordert hatte, aktiver beim Songwriting zu sein und zum Beispiel Kassetten ihrer Kompositionen mitzubringen.[32]
- Wie viele andere Alben auch, wurde Kiss Me Kiss Me Kiss Me von Robert Smith als letztes The-Cure-Album bezeichnet. In einem Q&A aus dem Jahr 2000[33] – erklärt er dies damit, dass er der Band vor jeder Albumaufnahme erklärt, sie sollten das Album behandeln, als wenn es ihr letztes wäre.